# Meristogenys kinabaluensis
Meristogenys kinabaluensis är en groddjursart som först beskrevs av Robert F. Inger 1966.  Meristogenys kinabaluensis ingår i släktet Meristogenys och familjen egentliga grodor. IUCN kategoriserar arten globalt som nära hotad. Inga underarter finns listade i Catalogue of Life.